# 陈信中
陈信中是中华人民共和国赛车运动高管、广东省珠海国际赛车场创始人暨前总经理。 陈信中多年担任珠海国际赛车场有限公司总经理，2024年8月8日因为公司股权变更原因，他与其余几位高管离职。

## 生平
陈信中出生及成长在马来西亚槟城的华人家族，家族在当地中医界享有盛名；然而，他并没有接手家族企业，而是从事其他商业活动。1980年代末，陈信中在香港股市工作，拥有管理股票和投资经验，尤其是对于中国内地市场，后来他离开股票投资行业。
1992年，陈信中与珠海市政府合作，在珠海经济特区修建中国第一个赛车场，即珠海国际赛车场。同时，他还参与组织首个正式的街道赛车，并在1993年至1995年期间举行比赛，直到永久性赛车场地修建完成。1994年，陈信中与团队将BPR全球GT耐力赛（BPR Global Endurance GT）带入珠海。1997年，陈信中与法国埃尔夫、雷诺汽车公司合作，将康巴斯方程式（Formula Campus，一种初级方程式）引入中国，成立方程式赛车发展有限公司（FRD Motorsports）；同时，陈信中创办中国第一所赛车学校，组织中国首个方程式系列赛。他曾经担任1999年中国大众（一汽）拉力赛厂队的领队，当时使用的赛车是大众捷达（Volkswagen Jetta）。
2004年至2007年，陈信中将国际汽联GT锦标赛（FIA GT）引入珠海国际赛车场；2006年，创办泛珠三角超级赛车节（Pan Delta Super Racing Festival），将“赛道英雄”（Circuit Hero）纳入常规比赛。这项赛事吸引珠三角及周围地区的赛车手、车迷和汽车传媒参与其中，赞助商包括新飞电器、红牛、可口可乐和奥迪。2007年，陈信中与中国摩托运动协会（CMSA）合作创办中国超级摩托车锦标赛，分别在珠海两站、北京一站和上海一站举行。同年12月，珠海国际赛车场获得A1GP汽车大奖赛中国站的主办权，中国队车手程丛夫在这场赛事登上领奖台。陈信中凭借2007年在中国赛车界的成就，被《Autonews》评选为2008年“Golden Autosport Awards”年度风云人物（Man of the Year）。
2010年和2011年期间，他与法国西部汽车俱乐部签署协议，将洲际勒芒杯赛事引入珠海；2011年，与珠海市政府合作举办中国珠海国际赛车节，推动赛车运动在该市的积极发展。